# Oscar Nordenadler
Erik Oscar Nordenadler, född den 1 januari 1863 i Norrsunda församling, Stockholms län, död den 8 februari 1943 i Tingsås församling, Kronobergs län, var en svensk läkare. Han var far till Robert Nordenadler.
Nordenadler blev 1882 student vid Uppsala universitet, där han avlade medicine kandidatexamen 1886 och medicine licentiatexamen 1890. Han blev andre bataljonsläkare i Fältläkarkårens reserv sistnämnda år. Nordenadler var tillförordnad provinsialläkare i Marks distrikt, Älvsborgs län, 1890–1891, extra provinsialläkare i Norsjö distrikt, Västerbottens län, 1892–1894 och i Rättviks distrikt, Kopparbergs län, 1894–1902, provinsialläkare i Oskarshamns distrikt 1902–1906, i Silbodals distrikt, Värmlands län, 1906–1912 och i Tingsryds distrikt, Kronobergs län, 1912–1928. Han blev riddare av Nordstjärneorden 1922.